# Mônica Rodrigues
Pour les articles homonymes, voir Rodrigues (homonymie).
Mônica Rodrigues, née le 20 septembre 1967 à Rio de Janeiro, est une joueuse de beach-volley brésilienne.

## Palmarès
- Jeux olympiques
  -  Médaille d'argent en 1996 à Atlanta avec Adriana Samuel